# Esin Sağdıç
Esin Sağdıç (İzmir, 1 de gener de 1988) és una jugadora d'handbol turca. Juga al Muratpaşa Belediyespor d'Antalya i amb aquest club va formar part del primer equip turc que va jugar una semifinal europea d'handbol el 2015. Des de 2014, quan jugava al İzmir Büyükşehir Belediyespor, també és jugadora de la selecció nacional turca d'handbol femení.